# Rudolf Viertl
Rudolf Viertl (né le 12 novembre 1902 à Schwechat en Autriche-Hongrie et mort le 9 décembre 1981) était un joueur de football, attaquant international autrichien.

## Biographie
Il débute et termine sa carrière dans le club de sa ville natale, le SV Schwechat, avec une période entre-deux où il joue au 1. Simmeringer SC.
Au niveau international, il évolue avec l'équipe d'Autriche et est sélectionné par l'entraîneur autrichien Hugo Meisl pour participer à la coupe du monde 1934 en Italie.